# Roman Hodowany
Roman Petrowycz Hodowany, ukr. Роман Петрович Годований (ur. 4 października 1990 w Tarnopolu, zginął 29 listopada 2023) – ukraiński piłkarz, grający na pozycji obrońcy.

## Kariera piłkarska

### Kariera klubowa
Wychowanek Szkoły Sportowej w Tarnopolu i klubu Nadija Kopyczyńce, barwy których bronił w juniorskich mistrzostwach Ukrainy (DJuFL). Po rozpoczęciu nauki w Liceum Pedagogicznym w Tarnopolu, a potem Uniwersytecie Pedagogicznym w Tarnopolu, bronił barw studenckich drużyn Pedlicej Tarnopol i Ternopil-TNPU. W kwietniu 2008 rozpoczął karierę piłkarską w drużynie Nywa Tarnopol. Przez zaległości w wypłacie wynagrodzenia od klubu w październiku 2009 anulował kontrakt z Nywą i przeniósł się do amatorskiej drużyny Ternopil-TNPU. W styczniu 2010 został piłkarzem Wołyni Łuck. Po zakończeniu sezonu 2014/15 opuścił wołyński klub.
Zginął jako żołnierz podczas wojny rosyjsko-ukraińskiej.